# Свадьба Кречинского
«Свадьба Кречинского» — комедия в трёх действиях Александра Сухово-Кобылина, написанная в 1854 году. В основу пьесы положен ходивший в московском обществе рассказ о светском шулере, который получил у ростовщика большую сумму под залог фальшивого солитера. Выходу произведения предшествовала драма: автор, обвинённый в убийстве своей гражданской жены, фрагменты пьесы создавал в тюрьме. Комедия представляет собой первую часть драматургической трилогии, в которую входят также «Дело» и «Смерть Тарелкина». Первая публикация — журнал «Современник» (1856, т. 57, № 5). Пьеса вошла в репертуар российских театров, ставилась на сценах Франции и Румынии.

## История создания
Осенью 1850 года неподалёку от Пресненской заставы было найдено тело француженки Луизы Симон-Деманш — гражданской жены Сухово-Кобылина. Вначале под подозрением находились слуги убитой женщины; позже появилось «дело Сухово-Кобылина». Следствие продолжалось семь лет; за эти годы писатель дважды побывал под арестом и полностью поменял образ жизни. По словам литературоведа Натальи Старосельской, Александр Васильевич «попал в ситуацию, неизживаемую в принципе»: где бы он ни находился, за ним тянулся шлейф сплетен и пересудов. Вынужденный закрыться от светского общества, сократить до минимума число друзей, Сухово-Кобылин переосмыслил взгляды на жизнь. В его дневнике появилась запись:
Жизнь начинаю понимать иначе. Труд, Труд и Труд. Возобновляющий, освежительный труд. Среди природы, под её утренним дыханием.  Совершился перелом странным переломом. Мое заключение жестокое, потому что безвинное — ведёт меня на другой путь и потому благодатное.
Работа над комедией началась летом 1852 года. Исследователи сходятся во мнении, что тема была подсказана Сухово-Кобылину самой жизнью: он хорошо знал московские и провинциальные нравы. Однако в вопросе о том, какие именно события легли в основу сюжета, имеются разночтения. По одной из версий, историю несостоявшейся женитьбы писатель услышал в доме своей сестры от одного из гостей; по другой — узнал о ней от ярославских помещиков, рассказывавших друг другу о «шулерских проделках» местного жителя по фамилии Крысинский.
В мае 1854 года драматург был повторно арестован; шесть месяцев, проведённых в тюрьме, были потрачены на доработку «Свадьбы Кречинского». Впоследствии автор вспоминал об этом времени и своём самообладании с некоторым удивлением:
Каким образом мог я писать комедии, состоя под убийственным обвинением и требованием взятки в 50 тысяч рублей, я не знаю, но знаю, что написал Кречинского в тюрьме.
После освобождения, состоявшегося в ноябре 1854 года, в жизни Сухово-Кобылина начался период новых сложностей: законченную пьесу отказалась принимать цензура, на рукописи в присутствии автора был «поставлен красный крест». Пока драматург занимался переписыванием отдельных сцен и шлифовкой эпизодов, его комедия «ходила в списках по Москве». Одобрение удалось получить лишь в августе 1855 года; цензор, занимавшийся «Свадьбой Кречинского», отметил в вердикте, что «язык этой пьесы очень груб, и хотя автор по замечаниям цензуры смягчил самые резкие места, но тем не менее всё сочинение несёт печать простонародности». Отметку «Позволяется» на докладе цензора поставил сам управляющий Третьим отделением Леонтий Дубельт.

## Действующие лица
- Пётр Константинович Муромский — зажиточный ярославский помещик.
- Лидочка — его дочь.
- Анна Антоновна Атуева — её тётка.
- Владимир Дмитриевич Нелькин — помещик, близкий сосед Муромских; влюблён в Лидочку.
- Михаил Васильевич Кречинский — видный мужчина лет под сорок, претендент на руку и сердце Лидочки.
- Иван Антонович Расплюев — сосед и приятель Кречинского.
- Никанор Савич Бек — ростовщик.
- Щебнев — купец.
- Фёдор — камердинер Кречинского.
- Полицейский, слуги, швейцар.

## Сюжет

### Действие первое

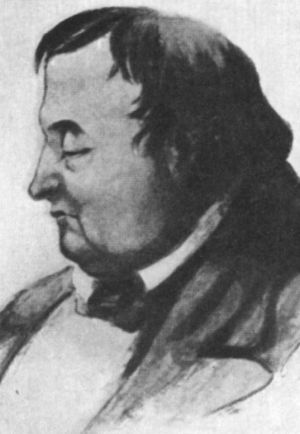
Первый исполнитель роли Муромского Михаил Щепкин. Малый театр (1855)

Действие начинается в доме помещика Муромского. Хозяин, страдая из-за вынужденной разлуки с родной деревней, с утра ведёт шумные разговоры с Анной Антоновной Атуевой — тёткой его дочери Лидочки. Спор идёт вокруг потенциальных женихов двадцатилетней девушки. Муромский хвалит помещика Владимира Дмитриевича Нелькина, человека серьёзного и к светским развлечениям равнодушного. Зато другой ухажёр Лидочки — Михаил Васильевич Кречинский — слывёт любителем клубов, игр и женщин, а потому не вызывает у Петра Константиновича симпатий.
Вскоре в доме появляется Кречинский, который, зная характеры его обитателей, легко находит общий язык с хозяевами. Муромскому он дарит бычка, привезённого, по словам Михаила Васильевича, из его симбирского имения; попутно Кречинский рассказывает, что мечтает перебраться в деревню и жить там вместе с доброй, покладистой женой до самой смерти. Зато Атуевой он признаётся, что сельская жизнь ему неинтересна — гораздо важнее навести светский лоск в московском доме Муромского. Пообещав растроганной тётке, что этот дом станет «первым в городе», Кречинский просит руки и сердца Лидочки.
Оставшись наедине с собой, Михаил Васильевич вслух размышляет о том, что если его идея осуществится, то он обретёт огромное состояние. Против её реализации — Муромский и Нелькин. Зато в качестве поддержки можно использовать Лидочку, не скрывающую своей влюблённости в Кречинского, её тётку и симбирского бычка. Оказавшийся поблизости Владимир Дмитриевич слышит эти рассуждения; он решает выяснить, какую аферу замыслил соперник.

### Действие второе
Фёдор, камердинер Кречинского, делает уборку в квартире Кречинского, попутно вспоминая о том, как в былые времена, когда у его хозяина водились большие деньги, Михаил Васильевич постоянно устраивал великосветские попойки с участием знатных людей. Теперь же, прокутив всё, включая собственное имение, Кречинский не имеет ничего, кроме долгов; из всех приятелей у него остался только сосед Расплюев, у которого тоже ничего нет за душой.
Именно с Расплюевым Кречинский делится своими планами: женившись на Лидии Муромской, он получает полторы тысячи душ и двести тысяч чистого капитала. Поставив обретённое богатство на кон, он сможет выиграть ещё два миллиона. Единственное препятствие к реализации этой задумки связано с отсутствием трёх тысяч рублей: деньги срочно нужны на предстоящие свадебные расходы. Затем в квартиру Кречинского начинают наведываться кредиторы: извозчик, прачка, торговец дровами. Особенно беспокоит хозяина визит купца Щебнева: тот требует вернуть карточный долг, обещая в случае отказа занести фамилию неплательщика в специальную книжечку и передать её в клуб, завсегдатаем которого является Михаил Васильевич.
Выход из положения подсказывает найденная в бюро булавка со стразами. Вспомнив, что у Лидочки есть точно такая же, только обрамлённая бриллиантами, Михаил Васильевич пишет невесте письмо с просьбой прислать украшение. После того как отправленный с поручением Расплюев возвращается от Муромских, Кречинский кладёт две одинаковые с виду булавки в бумажник и уходит к ростовщику Беку. Вернувшись с пачками денег, он просит Расплюева рассчитаться с кредиторами и объявляет, что вечером, когда к нему придут в гости Муромские и Атуева, одолженная булавка должна быть возвращена Лидии Петровне.

### Действие третье
Во время ужина, проходящего у Кречинского, в квартире появляется Нелькин, который сообщает собравшимся, что хозяин дома — вор и шулер: он выпросил у невесты дорогую булавку и заложил её ростовщику. Поднимается шум; Михаил Васильевич вынимает украшение из бюро, отдаёт Лидочке, после чего указывает сопернику на дверь. Пётр Константинович, понимая, что Кречинский оскорблён, а дочь расстроена, извиняется перед будущим зятем за прежнее недоверие; свадьбу по предложению жениха решают сыграть на следующий день.
Хозяин и гости уже мирно расстаются, когда в квартиру входит полицейский, сопровождаемый ростовщиком Беком. Тот кричит, что Кречинский во время сделки совершил подлог и передал ему фальшивую булавку. Понимая, что Михаилу Васильевичу грозит тюрьма, Лидочка отдаёт Беку своё драгоценное украшение и со слезами на глазах объясняет, что подмена случилась в результате ошибки. Затем девушка с рыданиями покидает квартиру; следом за ней «от срама» бегут Муромский и Атуева.

## Сценическая судьба

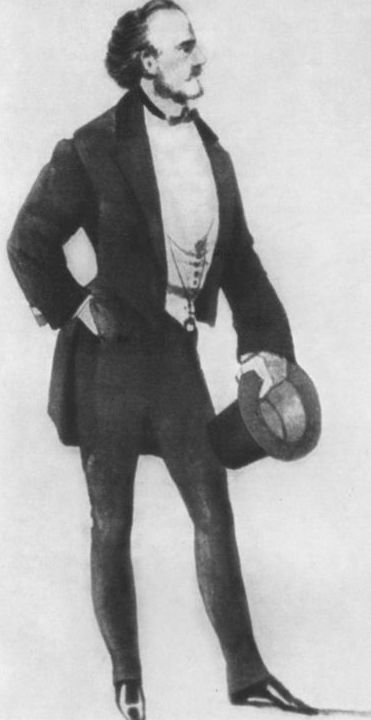
Василий Самойлов в роли Кречинского. Александринский театр (1856)

Ещё до второго ареста Сухово-Кобылин успел передать свою пьесу труппе Малого театра. Произошло распределение ролей, артисты приступили к репетициям. Осенью 1855 года вышедший из тюрьмы автор включился в постановочный процесс; в его дневнике появилась запись:
Утром отправился на репетицию. Садовский <Расплюев> и Щепкин <Муромский> превосходны... Странное ощущение производит первая репетиция на автора — это его роды... Его дитя ожило, взглянуло на свет и дало первый крик. Щепкин во внутреннем восхищении расцеловал меня.
Автор сам составлял текст пригласительных билетов, следил за созданием афиши. Накануне премьеры он написал в дневнике, что «странно и смутно видеть моё имя на огромной афише бенефицианта» Сергея Шумского. Премьера состоялась в конце ноября 1855 года и была признана успешной; после спектакля исполнители главных ролей поздравили автора, который все три действия, стараясь не попадаться на глаза зрителям, сидел в ложе. Единственное, что расстроило Сухово-Кобылина в этот день, — отсутствие в театре матери Марии Ивановны. Рассказывая ей о своём успехе, Александр Васильевич отметил, что в зале был аншлаг, несмотря на то, что цена билета в ложу достигала семидесяти рублей серебром. На следующий спектакль, как сообщал Сухово-Кобылин в том же письме, свободных мест в зале уже не оставалось. Отдельно он упомянул о реакции публики, пытавшейся аплодисментами вызвать автора на сцену: «Но я не вышел. Не стоят они того, чтобы я перед ними поклонился».
Через семь месяцев, в мае 1856 года, со «Свадьбой Кречинского» познакомились и жители Петербурга. В спектакле Александринского театра Кречинского играл Василий Самойлов, соединивший «внешний лоск» своего героя с «замашками дурного тона». По данным исследователей, Сухово-Кобылину трактовка этой роли на петербургской сцене нравилась больше, чем на московской, где Кречинский-Шумский «был слишком изящен».

## Отзывы и рецензии
Первая рецензия на комедию появилась в газете «Московские ведомости» за два месяца до премьеры. Автор заметки, опубликованной 22 сентября 1855 года, сообщил, что ему довелось присутствовать при чтении «Свадьбы Кречинского», и поздравил русскую литературу «с замечательным приобретением»:
Характеры в комедии очерчены ярко и рельефно, интрига весьма занимательна... Если прибавить к тому неподдельный, живой юмор, присутствие которого обнаруживается на каждом шагу неудержимым хохотом слушателей, то нельзя не согласиться, что трудно было ожидать столь зрелого и обдуманного произведения от автора, в первый раз решившегося попробовать свои силы на литературном поприще.
Накануне премьеры «Московские ведомости» вновь обратились к «Свадьбе Кречинского», сделав на страницах газеты анонс предстоящего спектакля. Фамилия журналиста, оценившего дар Сухово-Кобылина, напечатана не была; по мнению литературоведов, за этими заметками стоял писатель Евгений Феоктистов.
Рецензия на сам спектакль, напечатанная после премьеры, изобиловала светскими подробностями: автор сообщал о многочисленных «каретах и экипажах», которые «вечером вереницею спешили один за другим к подъезду Малого театра», о суете возле касс и живом общении публики, собравшейся в зале". Настоящий анализ спектакля появился лишь через три недели: автор публикации Фёдор Корш отметил, что произведение Сухово-Кобылина напрасно названо комедией — по своей жанровой принадлежности оно «имеет скорее трагический характер». О том же самом в беседе с драматургом упомянула и поэтесса Евдокия Растопчина, признавшаяся, что общее впечатление после просмотра у неё было тяжёлым.

## Герои и прототипы
Образы Кречинского и Расплюева по своей скульптурной законченности, типичности и оригинальности могут быть поставлены на одном художественном уровне с героями Гоголя и Грибоедова.
Литературовед Наталья Старосельская в книге «Сухово-Кобылин» упоминает об одной из публикаций (1903), согласно которой и сюжет пьесы, и образ Кречинского были подсказаны автору жизнью. Речь идёт о громкой истории, в которой участвовал некто Крысинский, «выдававший себя за графа, а потому имевший вход в лучшее петербургское общество». После разоблачения выяснилось, что на самом деле лже-граф был слугой одного знатного человека. Сухово-Кобылин познакомился с Крысинским в Ярославле; из разговоров с ним он получил много драматургического материала, использованного впоследствии в комедии.
По другой версии, принадлежащей театральному критику Константину Лазаревичу Рудницкому, прототипом Кречинского был представитель «золотой молодёжи» Николай Павлович Голохвастов, внешность и образ жизни которого («Балы, обеды, спектакли следовали друг за другом, его дом с утра был набит охотниками до хорошего завтрака, знатоками вин, танцующей молодежью, интересными французами, гвардейскими офицерами») почти буквально воспроизведены во втором действии пьесы Сухово-Кобылина.
Образ Кречинского, по мнению Лидии Лотман, является «сложным и разносторонним». С одной стороны, это практичный жулик, мастер интриг и манипуляций. С другой — «недюжинная личность», которой не чужды высокие стремления и подлинность чувств. Именно жизненный азарт, «широта натуры», проявляющиеся как за карточным столом, так и в отношениях с дамами, становятся причиной его банкротства. Страстность, являющая основой характера Кречинского, сподвигла Сухово-Кобылина к созданию одного из вариантов пьесы, согласно которому герой в финале кончает жизнь самоубийством; впоследствии эта редакция была отвергнута.
Кречинский не создан ни для покоя, ни для тихой почтенной старости. Он — одержимый человек. Его стихия — вечная игра, безумное прожигание жизни, и «сытый миллион» он непременно спустил бы в омут, как имение, рысаков, серебро.

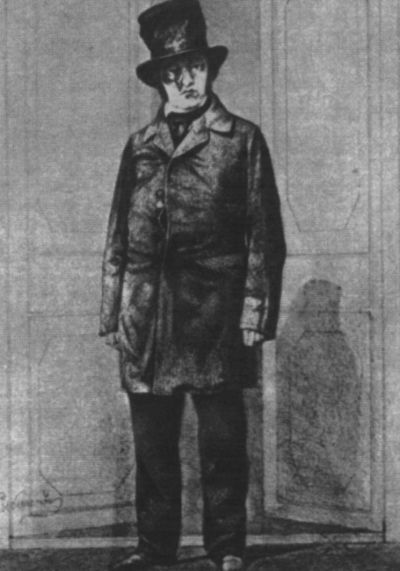
Пров Садовский в роли Расплюева. Малый театр (1855)

К созданию образа Расплюева, по некоторым данным, Сухово-Кобылина могло подтолкнуть знакомство с ярославским жителем Евсеем Крыловым — «бильярдным игроком и шулером». Если Кречинский, несмотря на тяготы и безденежье, всё-таки несёт в себе определённую харизму, то его сосед и приятель выглядит человеком, дошедшим до последней черты нравственного падения. О том, насколько важна была Сухово-Кобылину точность при обрисовке этого персонажа, свидетельствуют замечания драматурга, сделанные исполнителю роли Расплюева Прову Михайловичу Садовскому: по мнению автора пьесы, актёру нужно было сместить акценты, чтобы на сцене находился «не хам-пропойца, а прогоревший помещик».
Отец Лидочки Пётр Константинович Муромский — это представитель «провинциального поместного барства», которому сложно вписаться в мир помпезного московского дворянства. По своей сути он душевный пожилой человек; желания и просьбы дочери для него закон. Ему чужды шик и пафос московского бомонда, и этим он отличается от Атуевой, стремящейся соответствовать светской моде. Однако авторская симпатия к Муромскому не мешает драматургу подчёркивать, что во многих своих поступках этот персонаж является носителем «ограниченности и провинциальности». То же самое касается его дочери: Лидочка почти до конца комедии остаётся девушкой простоватой, со стёртой индивидуальностью. Её пробуждение происходит только в заключительной сцене, когда зритель обнаруживает, что милая и наивная героиня имеет благородный и сильный характер.
Лидочкин ухажёр Нелькин противоречивостью натуры напоминает своего соперника Кречинского. Он по-настоящему влюблён в девушку, искренне стремится быть полезным её отцу. Но метания этого персонажа, стремление подсмотреть, подслушать, выведать и вывести на чистую воду никого не делают счастливыми.

## Речь героев. Диалоги
Язык каждого из героев комедии обладает «стилистическими нюансами и интонациями», присущими представителям того или иного общественного круга. Так, Муромский, значительную часть жизни проведший в деревне и долго общавшийся с крестьянами, привык разговаривать просто, без изысков. Сухово-Кобылин, подчёркивая близость этого персонажа к земле, включает в его реплики поговорки, присказки и простонародные выражения. Атуева, напротив, старается имитировать речь высшего сословия, однако избавиться от привычных слов ей не удаётся — это проявляется в таких фразах, как «Вот, вчера выхлопотала ему приглашение у княгини — стащила на бал».

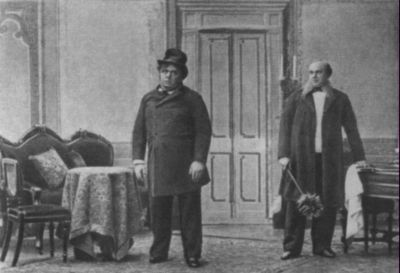
«Свадьба Кречинского». Театр Корша (1897)

Кречинский, манера общения которого так восхищает Атуеву, был некогда близок к светскому обществу; отсюда — его умение использовать в разговоре с Лидочкиной тёткой «салонный стиль». В то же время, общаясь с Муромским, герой способен легко скрыть изысканность речи — в диалогах с потенциальным тестем Михаил Васильевич старается проявить себя как выходец из народной среды. Наконец, оставшись наедине с собой, Кречинский рассуждает о будущей свадьбе как игрок: в его лексикон появляются «термины карточной игры и жаргонные выражения».
Диалоги в пьесе — это ещё одна возможность максимально полно раскрыть характеры героев. По замечанию Лидии Лотман, разговор Кречинского и Муромского (первое действие) превращается в бессмысленное общение, потому что Михаил Васильевич, подражая языку Петра Константиновича, «как эхо» воспроизводит сказанные помещиком слова. Зато «совещание» в квартире Кречинского (второе действие), в котором, кроме хозяина, участвует Расплюев — это, с одной стороны, контакт сообщников, понимающих друг друга с полуслова; с другой — демонстрация «стены», которую верховодящий в дуэте Михаил Васильевич возводит между собой и приятелем.

## Жанр произведения
В среде литературоведов нет единого мнения относительно жанровой принадлежности пьесы «Свадьба Кречинского». Так, Лидия Лотман убеждена, что пьеса Сухово-Кобылина — социальная комедия, потому что в ней действуют «социально-типичные герои», поставленные в «социально-типичную ситуацию». По мнению составителей «Литературной энциклопедии», пьеса «по своим формальным особенностям» близка французской комедии; в подтверждение авторы издания приводят слова Сухово-Кобылина, рассказывавшего, что во время работы над своим первым произведением он постоянно «вспоминал парижские театры, водевиль, Бюффе». Публицист Д. Мирский увидел в пьесе черты «чисто плутовской комедии»:
Критики  нашли, что в ней не хватает идей,  что  она  слишком  зависит  от  интриги и вообще слишком выдержана во французском  стиле.  Но  у  зрителей  она  имела небывалый успех и сделалась одной  из  любимых  и  надёжнейших  пьес русского репертуара. По известности своего  текста она может соперничать с «Горем от ума» и с «Ревизором».

### Постановки в Российской империи
Премьера — 28 ноября (10 декабря по новому стилю) 1855 года в Малом театре, бенефис С. В. Шумского (Муромский — М. С. Щепкин, Лидочка — А. А. Воронова, Атуева — Н. В. Рыкалова, Нелькин — С. В. Васильев, Расплюев — П. М. Садовский, Бек — И. Е. Турчанинов, Щебнев — Н. М. Никифоров, Федор — В. А. Дмитревский).
- 7 мая 1856 года — в Александринском театре, бенефис Ф. А. Бурдина (Муромский — П. И. Григорьев, Лидочка — Владимирова, Атуева — П. К. Громова, Нелькин — А. М. Максимов, Кречинский — В. В. Самойлов, Расплюев — Бурдин, позднее — А. Е. Мартынов).
- Малый театр, 1859 (Кречинский — Милославский (как гастролер); 1871 (Лидочка — М. Н. Ермолова); 1899, бенефис В. А. Макшеева (Муромский — К. Н. Рыбаков, Лидочка — А. П. Домашёва, Атуева — Г. Н. Федотова, Нелькин — И. А. Рыжов, Кречинский — А. И. Южин, Расплюев — В. А. Макшеев).
- Александринский театр, 1872 (Кречинский — И. И. Монахов, Расплюев — П. В. Васильев); 1880 (Муромский — П. М. Свободин, Атуева — Е. Н. Жулева, Кречинский — И. П. Киселевский, Расплюев — В. Н. Давыдов), 1894 (Расплюев — П. М. Медведев), 1902 (Муромский — К. А. Варламов, Кречинский — В. П. Далматов), 1910 (Кречинский — Р. Б. Аполлонский), 1917 (реж. В. Э. Мейерхольд и Лаврентьев, Кречинский — Ю. В. Корвин-Круковский, Ю. М. Юрьев, Расплюев — В. Н. Давыдов).

«Свадьба Кречинского» ставилась в Театре Корша (1889, 1895, 1911) и др. Пьеса шла на многих крупных провинциальных сценах (Воронеж, Казань, Киев, Нижний Новгород, Одесса, Харьков и т. д.). «Свадьбой Кречинского» в исполнении труппы п/у Е. В. Лаврова завершил свой первый сезон (1883/1884 год) постоянный русский театр в Риге. Роли Кречинского и Расплюева были популярны в гастрольном репертуаре (например, Расплюев — В. Н. Андреев-Бурлак). В мае 1900 года в Ярославле, в честь 150-летия русского театра, была дана «Свадьба Кречинского» с артистами Александринского театра — К. А. Варламова (Муромский), Рыкаловой (Атуева), А. П. Ленского (Кречинский), В. Н. Давыдова (Расплюев) и другими.

### Постановки в СССР
- Филиал Малого театра (Театр им. Сафонова) — 1924 (Атуева — Е. Д. Турчанинова, А. А. Яблочкина, Кречинский — М. Ф. Ленин, Расплюев — В. Н. Давыдов); 1926 (Кречинский — М. Ф. Ленин, позднее — Ю. М. Юрьев, Рыбников, Расплюев — Ст. Кузнецов); 1940 (реж. Л. Волков, худ. М. С. Варпех, Муромский — Хлебников, Атуева — Рыжова, Расплюев — Н. Яковлев).
- 1933 год, Театр им. Мейерхольда (премьера в Ленинграде, реж. Мейерхольд, худ. Шестаков; Атуева — Тяпкина, Кречинский — Юрьев, Расплюев — Ильинский).
- Другие театры: Самарский (1933), Ленинградский академический театр драмы (1936, Атуева — Корчагина-Александровская, Кречинский — Юрьев, Расплюев — Б. А. Горин-Горяинов), Горьковский т-р (1938, реж. Собольщиков-Самарин), Центральный театр транспорта в Москве (1940, 1950); Бакинский рус. т-р (1940), Театр им. Грибоедова (1944, реж. и исполнитель роли Кречинского — Смиранин, Муромский — Мюфке), Ленинградский театр Комедии (1944, реж. Ханзель, Нелькин — Б. Смирнов, Кречинский — Ханзель, Лецкий, Расплюев — Кровицкий, Злобин), Театр им. Марджанишвили (1948, реж. Журули, Кречинский — Кобахидзе, Расплюев — Годзиашвили),
- 1948 год — Ленинградский Большой драматический театр (Муромский — Лариков, Лидочка — Кибардина, Никитина, Атуева — Е. Грановская, Кречинский — А. Жуков, Расплюев — Софронов),
- 1949 год — Театр им. Моссовета (режиссёр и исполнитель роли Расплюева — В. Ванин, художник М. Виноградов; Кречинский — М. Названов), Муромский — П. Герага, Атуева — О. Викланд
- 1951 год — Театр им. Пушкина, Москва (режиссёр и исполнитель роли Расплюева — В Ванин, Кречинский — М. Названов); Куйбышевский театр
- 1953 год — Театр им. Заньковецкой, Львов (реж. и исполнитель роли Муромского — Романицкий, Атуева — Любарт, Кречинский — Гай, Расплюев — Козачковский).

### Постановки в Российской Федерации
- 2005 — Новосибирский театр Глобус, режиссёр Марина Глуховская, премьера состоялась 4 марта 2005 года.
- 2012 — Иркутский областной музыкальный театр имени Н. М. Загурского, режиссёр И. Мякишева, премьера состоялась 6 октября 2012 года.
- 2022 — Новосибирский государственный академический театр «Красный факел», режиссёр Дмитрий Егоров, премьера состоялась 26 марта 2022 года.

### Зарубежные постановки
- 1887 — русское посольство в Константинополе.
- 1902 — театр «Ренессанс», Париж.
- 1954 — Браильский театр, Румыния.

## Экранизации
- «Свадьба Кречинского», немой короткометражный кинофильм, 1908 год. Режиссёр — Александр Дранков.
- «Свадьба Кречинского», фильм-спектакль Московского драматического театра имени А. С. Пушкина, 1953 год. Режиссёр — Алексей Золотницкий ст. Операторы — Борис Монастырский, Леонид Дульцев. Композитор — Виссарион Шебалин. Михаил Названов — Кречинский, Павел Тарасов — Расплюев, Марина Кузнецова (Абрикосова) — Лидочка, Ольга Викландт — Атуева.
- «Свадьба Кречинского», музыкальный телефильм по мотивам пьесы, 1974 год. Режиссёр — Владимир Воробьев. Сценаристы — Владимир Воробьев и Ким Рыжов. Композитор — Александр Колкер. Виктор Костецкий — Кречинский, Алла Семак — Лидочка, Лев Петропавловский — Муромский, Зоя Виноградова — Атуева, Борис Смолкин — Расплюев.
- «Свадьба Кречинского», телеспектакль московского Малого театра, 1975 год. Режиссёры — Мария Муат, Леонид Хейфец. Оператор — Лев Бунин. Владимир Кенигсон — Кречинский, Игорь Ильинский — Расплюев, Дмитрий Павлов — Муромский, Татьяна Еремеева — Атуева, Виктория Лепко — Лидочка.
- «Дело Сухово-Кобылина», 1991 год, 4 серии. Режиссёр — Леонид Пчёлкин. Александр Абдулов — Кречинский, Александр Калягин — Расплюев, Иннокентий Смоктуновский — Муромский, Мария Смоктуновская — Лидочка.
- «Джокеръ», 2002 год. Режиссёр — Михаил Козаков. Михаил Ефремов — Кречинский, Анатолий Равикович — Расплюев, Виктор Борцов — Муромский, Елена Подкаминская — Лидочка, Ольга Остроумова — Атуева.
- «Полонез Кречинского» (Свадьба. Дело. Смерть), 2007 год, 24 серии[25] (не вышел на экраны[26]). Режиссёр — Вадим Дубровицкий. Александр Лыков — Кречинский, Алексей Петренко — Муромский, Юлия Ромашина — Лидочка, Ольга Волкова — Атуева[27].